# Свиневі
Свиневі (Suidae) — родина ссавців з ряду оленеподібних (Cerviformes). Свиневі природно поширені в Африці та Євразії; мають бочкоподібні (переважно) тіла з коротким хвостом і рухливим хрящовим диском; це всеїдні й переважно стадні тварини.

## Поширення
Свиневі природно траплялися у Євразії, на південний схід до Філіппін і Сулавесі, а також по всій Африці. Люди інтродукували вид Sus scrofa, у різних місцях по всьому світу, включаючи Північну й Південну Америку, Австралію, Нову Зеландію й Нову Гвінею. Викопні рештки відомі з олігоцену Європи й Азії та міоцену Африки. Населяють переважно лісисті чи кущисті місцевості, однак рід Phacochoerus надає перевагу відкритій савані та трав'янистій місцевості й майже повністю рослиноїдний.

## Опис
Це тварини, як правило, з бочкоподібним тілом. Шкіра зазвичай товста і рідковолосиста. Довжина тіла: 500—1900 мм, довжина хвоста: 35–40 мм, маса: до 350 кг. Очі зазвичай невеликі. Вуха невеликі й загострені. Кінцівки зазвичай короткі, а ступні чотирипалі. Однією з найпримітніших характеристик є рухома морда, яка має на кінці хрящовий диск і кінцеві ніздрі. Зубна формула: 1–3/3, 1/1, 2–4/2 або 4, 3/3 = 34–44. Шлунок двокамерний.

## Спосіб життя
Свиневі — всеїдні тварини. Вони використовують свою м'язисту, рухливу морду і передні лапи для пошуків їжі. Більшість видів стадні. Більшість свиней любить грязьові ванни.

## Загрози
Чимало видів свиневих перебувають під загрозою вимирання. Згідно з МСОП 1 вид має статус CR, 3 — EN, 5 — VU, 2 — NT. Основними загрозами є знищення середовища проживання, полювання, гібридизація з Sus scrofa.

## Систематика
Родину свиневих разом з пекарієвими (Tayassuidae) та вимерлими родинами виокремлюють в окремий підряд «нежуйних», або свиновидих (Suimorpha). Цей підряд — один із 4-х підрядів ряду оленеподібні.

## Склад родини
До родини свиневих належать свиня дика, свиня свійська та ін. До складу цієї родини входять 18 сучасних видів у 6 родах:
підродина Suinae
триба Suini
- Porcula — 1 вид
- свиня (Sus) — 9 видів

триба Potamochoerini
- Hylochoerus — 1 вид
- Potamochoerus — 2 види

триба Phacochoerini
- Бородавочник (Phacochoerus) — 2 види

триба Babyrousini
- бабіруса (Babyrousa) — 3 види